# Плезант-Вью (тауншип, Миннесота)
Плезант-Вью (англ. Pleasant View) — тауншип в округе Норман, Миннесота, США. На 2000 год его население составило 140 человек.

## География
По данным Бюро переписи населения США площадь тауншипа составляет 93,9 км², из которых 93,9 км² занимает суша, водоёмов нет.

## Демография
По данным переписи населения 2000 года здесь находились 140 человек, 49 домохозяйств и 39 семей. Плотность населения —  1,5 чел./км². На территории тауншипа расположено 56 построек со средней плотностью 0,6 построек на один квадратный километр. Расовый состав населения: 95,00 % белых, 4,29 % азиатов, 0,71 % — других рас США. Испанцы или латиноамериканцы любой расы составляли 0,71 % от популяции тауншипа.
Из 49 домохозяйств в 36,7 % воспитывались дети до 18 лет, в 73,5 % проживали супружеские пары, в 4,1 % проживали незамужние женщины и в 18,4 % домохозяйств проживали несемейные люди. 18,4 % домохозяйств состояли из одного человека, при том 10,2 % из — одиноких пожилых людей старше 65 лет. Средний размер домохозяйства — 2,86, а семьи — 3,28 человека.
28,6 % населения — младше 18 лет, 7,1 % — в возрасте от 18 до 24 лет, 20,7 % — от 25 до 44, 25,7 % — от 45 до 64, и 17,9 % — старше 65 лет. Средний возраст — 38 лет. На каждые 100 женщин приходилось 125,8 мужчин. На каждые 100 женщин старше 18 приходилось 127,3 мужчин.
Средний годовой доход домохозяйства составлял 37 500 долларов, а средний годовой доход семьи —  37 000 долларов. Средний доход мужчин —  16 667  долларов, в то время как у женщин — 19 688. Доход на душу населения составил 15 630 долларов. За чертой бедности находились 4,8 % семей и 2,9 % всего населения тауншипа, из которых 8,3 % старше 65 лет.